# 87 Aquarii
87 Aquarii, som är stjärnans Flamsteed-beteckning, är en ensam stjärna belägen i den norra delen av stjärnbilden Vattumannen. Den har en skenbar magnitud på 7,39 och kräver åtminstone en handkikare för att kunna observeras. Baserat på parallaxmätning inom Hipparcosuppdraget på ca 6,4 mas, beräknas den befinna sig på ett avstånd på ca 511 ljusår (ca 121 parsek) från solen.

## Egenskaper
87 Aquarii är en blå till vit underjättestjärna av spektralklass A0/1 IV, Den har en radie som är ca 2,3 gånger större än solens och utsänder från dess fotosfär ca 23 gånger mera energi än solen vid en effektiv temperatur av ca 8 400 K.